# Jason Pinizzotto
Jason Pinizzotto (* 13. Januar 1980 in Mississauga, Ontario) ist ein ehemaliger deutsch-kanadischer Eishockeyspieler, der während seiner Laufbahn für Düsseldorf und Hamburg in der Deutschen Eishockey Liga spielte sowie bei mehreren deutschen Zweitligisten unter Vertrag stand.

## Karriere
Pinizzotto begann seine Karriere 1997 bei den Barrie Colts in der kanadischen Juniorenliga OHL. Nach einer durchschnittlichen ersten Saison, in der der Kanadier 24 Spiele absolvierte und dabei auf drei Scorerpunkte kam, wechselte er innerhalb der Liga zu den Toronto St. Michael’s Majors. Dort konnte sich der Center ein wenig steigern, verließ den Verein aber erneut nach nur einer Spielzeit. Im Jahre 2001 bekam Pinizzotto ein Stipendium an der York University, für die er fortan in der Canadian Interuniversity Sport, der kanadischen Collegesportorganisation, spielte.
Vier Jahre später wagte Pinizzotto zum ersten Mal den Schritt nach Europa, wo er einen Vertrag bei den Fischtown Pinguins Bremerhaven aus der 2. Bundesliga unterschrieb. Dort avancierte der damals 26-Jährige zu einem der Führungsspieler und Topscorer innerhalb der Mannschaft, woraufhin er zur Saison 2007/08 von den DEG Metro Stars aus der Deutschen Eishockey Liga verpflichtet wurde. Nach einer schwachen Hauptrunde, in denen der technisch versierte Stürmer in 56 Spielen nur 16 Scorerpunkte erzielen konnte, steigerte er sich in den anschließenden Play-Offs und steuerte unter anderem wichtige Punkte in der Viertelfinal-Serie gegen die Nürnberg Ice Tigers bei. Dennoch wurde Pinizzottos Vertrag am Ende nicht verlängert, woraufhin er im Sommer 2008 zum Ligakonkurrenten Hamburg Freezers wechselte, für die er in der Saison 2008/09 aufspielte. Anfang Mai 2009 wechselte Pinizzotto zurück in die 2. Eishockey-Bundesliga zu den Schwenninger Wild Wings. Zur Saison 2013/14 wechselte Pinizzotto in die DEL2 nach Bad Nauheim zu den Roten Teufel.
Ab der Saison 2014/15 spielte er für die Bietigheim Steelers in der DEL2 und wurde am Ende der Saison mit den Steelers Meister der zweiten Spielklasse. Im Juni 2015 erhielt er eine Vertragsverlängerung über ein Jahr, ehe er zur Saison 2016/17 innerhalb der DEL2 zu den Eispiraten Crimmitschau wechselte.
In der Spielzeit 2017/18 lief Pinizzotto für die Eisbären Regensburg in der Oberliga Süd auf. Im März 2018 beendete er seine Spielerlaufbahn im Alter von 38 Jahren.

## Erfolge und Auszeichnungen
- 2015 Meister der DEL2 mit den Bietigheim Steelers

## Karrierestatistik
(Legende zur Spielerstatistik: Sp oder GP = absolvierte Spiele; T oder G = erzielte Tore; V oder A = erzielte Assists; Pkt oder Pts = erzielte Scorerpunkte; SM oder PIM = erhaltene Strafminuten; +/− = Plus/Minus-Bilanz; PP = erzielte Überzahltore; SH = erzielte Unterzahltore; GW = erzielte Siegtore; 1 Play-downs/Relegation; Kursiv: Statistik nicht vollständig)